# Déby Wolskie-Kolonia
Dęby Wolskie-Kolonia [pronunciación en polaco: /ˈdɛmbɨ ˈvɔlskʲɛ kɔˈlɔɲa/] es una aldea en el distrito administrativo de Gmina Rusiec, dentro del condado de Bełchatów, voivodato de Łódź, en el centro de Polonia. Se encuentra a unos 6 kilómetros al suroeste de Rusiec, a 33 kilómetros al oeste de Bełchatów, y a 68 kilómetros al suroeste de la capital regional Łódź.